# Ellenboro (Caroline du Nord)
Ellenboro est une ville située dans le comté de Rutherford, dans l'État de Caroline du Nord, aux États-Unis. En 2010, sa population était de 873 habitants.

## Démographie
| 1900 | 1910 | 1920 | 1930 | 1940 | 1950 |
| ---- | ---- | ---- | ---- | ---- | ---- |
| 172  | 293  | 333  | 431  | 471  | 537  |

| 1960 | 1970 | 1980 | 1990 | 2000 | 2010 |
| ---- | ---- | ---- | ---- | ---- | ---- |
| 492  | 465  | 560  | 514  | 479  | 873  |

## Source de la traduction
- (en) Cet article est partiellement ou en totalité issu de l’article de Wikipédia en anglais intitulé « Ellenboro, North Carolina » (voir la liste des auteurs).